# San Yu
San Yu (ur. 3 marca 1918, zm. 30 stycznia 1996) – birmański wojskowy i polityk.

## Życiorys
W 1942 dołączył do Birmańskiej Armii Niepodległościowej, awansowany do stopnia kapitana (23 stycznia 1947), majora (24 lutego 1949), pułkownika (9 marca 1956). Po zamachu stanu z 1962 mianowany zastępcą szefa armii. Awansowany na stopień generała i naczelnego wodza w 1972. Z armii odszedł w 1978. W 1974 mianowany sekretarzem generalnym Birmańskiej Partii Programu Socjalistycznego. Podczas IV Kongresu partii, ówczesny prezydent Ne Win zgłosił chęć ustąpienia z funkcji prezydenta, pozostając na stanowisku przewodniczącego partii. 9 listopada 1981 San Yu objął funkcję prezydenta Birmy. W 1985 podczas V Kongresu został wybrany wiceprzewodniczącym partii. Z funkcji partyjnych i państwowych ustąpił podczas VI Kongresu partii w lipcu 1988 i udał się na polityczną emeryturę.